# Adolphe-Edmond Blanc
Pour les articles homonymes, voir Blanc (homonymie).
Adolphe-Edmond Blanc (4 octobre 1799 à Paris - 4 avril 1850 à Paris), est un avocat et homme politique français.

## Biographie
Avocat, il devient, au début du gouvernement de Louis-Philippe, maître des requêtes au Conseil d'État. Secrétaire général du ministère du commerce, il appartient à la commission chargée de rédiger les contrats pour l'Académie royale de musique, dirigée par Véron. Il correspond régulièrement à ce titre avec différents compositeurs dont Giacomo Meyerbeer. Le 2 juillet 1832, il entre au Parlement comme député de la Haute-Vienne, en remplacement de Pouliot, décédé. Il siége dans la majorité conservatrice, prend part au jugement et la condamnation (1833) du journal la Tribune des départements, devient, en avril 1834, secrétaire-général au ministère de l'Intérieur, et est réélu le 21 juin, par 128 voix sur 214 votants et 243 inscrits, contre 65 à Odilon Barrot, puis le 4 novembre 1837, par 143 voix sur 202 votants et 260 inscrits. Il ne cesse de soutenir le pouvoir, sauf pendant quelque temps. 
Edmond Blanc, encore réélu les 7 juillet 1842 et 1er août 1846, obtient successivement du gouvernement la croix d'officier de la Légion d'honneur[Quand ?], la direction des travaux publics, la présidence du conseil des bâtiments civils et celle du conseil des haras. 
Lors du vote sur l'indemnité Pritchard, Blanc s'abstient ; mais il vote contre la proposition relative aux députés fonctionnaires, contre la proposition relative à la distribution arbitraire des annonces judiciaires, et contre tout projet de réforme électorale. Les ministères Molé et Guizot le comptent parmi leurs partisans les plus dévoués et leurs agents les plus actifs.
Il est enterré au cimetière du Père-Lachaise (37e division).

## Sources
- « Adolphe-Edmond Blanc », dans Adolphe Robert et Gaston Cougny, Dictionnaire des parlementaires français, Edgar Bourloton, 1889-1891 [détail de l’édition]